# Enforcement Act de 1870
L'Enforcement Act of 1870, également connu sous le nom de Civil Rights Act of 1870 ou First Ku Klux Klan Act, ou Force Act est une loi fédérale des États-Unis écrite pour donner au président le pouvoir légal d'appliquer la première section du quinzième amendement dans tous les États-Unis. Cette loi est la première des trois Enforcement Acts adoptées par le Congrès des États-Unis de 1870 à 1871 au cours de l'ère de la reconstruction de la reconstruction pour lutter contre les attaques au droit de vote des Afro-américains de la part d'officiels ou de groupes violents comme le Ku Klux Klan.
La loi est issue d'actions législatives distinctes à la Chambre et au Sénat. H.R. 1293 est présenté par le représentant républicain de l'Ohio John Bingham le 21 février 1870 et discuté le 16 mai 1870. S. 810 se développe à partir de plusieurs projets de loi de différents sénateurs. Le sénateur du Vermont George F. Edmunds présente le premier projet de loi, suivi du sénateur Oliver P. Morton de l'Indiana, du sénateur Charles Sumner du Massachusetts et du sénateur William Stewart du Nevada. Après trois mois de débat au sein du Comité judiciaire, la version finale du projet de loi est présentée au Sénat le 19 avril 1870. La loi est adoptée par le Congrès en mai 1870 et promulguée par le président des États-Unis Ulysses S. Grant le 31 mai 1870.
La loi interdit la privation du droit de vote sous le prétexte de la race, de la couleur ou des conditions de servitude antérieures. Il établit des sanctions pour atteinte au droit de vote d'une personne et donne aux tribunaux fédéraux le pouvoir d'appliquer la loi.
L'« Act » autorisait également le président à recourir à l'armée pour faire respecter la loi et à l'utilisation de marshals fédéraux à l'encontre des contrevenants auteurs de fraude électorale, de corruption ou d'intimidation d'électeurs et de complots pour empêcher les citoyens d'exercer leurs droits constitutionnels.

### Procureurs généraux américains pendant la reconstruction
- Ebenezer R. Hoar - 30e procureur général, 1869 à 1870.
- Amos T. Akerman - 31e procureur général, 1870 à 1871.
- George Henry Williams - 32e procureur général, 1871 à 1875.
- Edwards Pierrepont - 33e procureur général, 1875 à 1876.

### Secrétaire américain à la guerre pendant la reconstruction
- William W. Belknap - 30e Secrétaire à la Guerre, 1869 à 1876.

### Lectures complémentaires
- (en) Cresswell, « Enforcing the Enforcement Acts: The Department of Justice in Northern Mississippi, 1870–1890 », Journal of Southern History, vol. 53, no 3,‎ 1987, p. 421–40 (DOI 10.2307/2209362)
- (en) George Rable, But There Was No Peace: The Role of Violence in the Politics of Reconstruction. 2nd ed, Athens, University of Georgia Press, 2007 (ISBN 9780820330112, lire en ligne)
- (en) Swinney, « Enforcing the Fifteenth Amendment, 1870–1877 », Journal of Southern History, vol. 28, no 2,‎ 1962, p. 202–18 (DOI 10.2307/2205188)
- (en) Allen W. Trelease, White Terror: The Ku Klux Klan Conspiracy and Southern Reconstruction, Baton Rouge, Louisiana State University Press, 1999 (ISBN 9780313211683)